# Lorena (Texas)
Pour les articles homonymes, voir Lorena.
La ville de Lorena est située dans le comté de McLennan, dans l’État du Texas, aux États-Unis. Sa population s’élevait à 1 691 habitants lors du recensement de 2010, estimée à 1 761 habitants en 2017.

## Source
- (en) Cet article est partiellement ou en totalité issu de l’article de Wikipédia en anglais intitulé « Lorena, Texas » (voir la liste des auteurs).